# Ahn Si-ha
Ahn Si-ha (en hangul, 안시하; nacida el 11 de marzo de 1982) es una actriz de teatro musical y televisión surcoreana.

## Carrera
Centrada durante buena parte de su carrera en el mundo de los musicales, Ahn Si-ha debutó en 2004 con el musical Dalgona (달고나), y desde entonces apareció asiduamente en los escenarios. Entre otros títulos, ha intervenido en producciones importantes como Aida (2012, su primer papel protagonista), Frankestein (2014 y reposiciones) y Los tres mosqueteros (2018). En particular, es recordada por su personaje de Catherine en Frankestein; uno de sus números en esta, To Live, registra casi 700 000 visualizaciones en YouTube. Ganó el premio como mejor actriz revelación en los VIII Premios Musical en 2014.
Después de muchos años dedicada en exclusiva al teatro musical, Ahn intentó sin éxito ampliar su campo de actuación a las pantallas: «llamé a la puerta varias veces, pero no se abrió. Justo cuando me estaba dando por vencida, la película The Beast llegó inesperadamente y aproveché la oportunidad». Su debut en cine llegó en 2019 con dicha película, y en televisión un año más tarde, con papeles secundarios en El rey: eterno monarca y The Good Detective. Según declaró la actriz, «siempre quise hacer series televisivas, pero no me dieron la oportunidad. Siempre tuve celos de mis amigos que aparecían en series. Tuve mucha suerte de encontrar la compañía que quería y poder hacer dramas cuando estaba a punto de rendirme». Ese mismo año participó asimismo en Delayed Justice y Awaken, con dos personajes muy distintos entre sí y que rodó casi simultáneamente. Uno de los aspectos en los que destaca la actriz en sus papeles televisivos es la dicción y el control de la voz, herencia de su trabajo en los escenarios.
En agosto de 2019 Ahn firmó un contrato de representación exclusiva con la agencia Studio & New.En 2021 interpretó el papel de una de las villanas de la trama, la concubina Lee Kyung-bin, en When Flowers Bloom, I Think of the Moon. En 2022 volvió a la escena musical después de cuatro años alejada de ella con La dedicación del sospechoso X, obra basada en la homónima novela del japonés Keigo Higashino. En 2023 apareció en la serie de ENA Echándote de menos, desde el episodio n.º 8, con una actuación intensa y rica de matices que a tenor de los comentarios en redes sociales fue muy apreciada por los espectadores.

## Filmografía

### CIne
| Año  | Título    | Hangul | Papel     | Notas | Ref.  |
| ---- | --------- | ------ | --------- | ----- | ----- |
| 2019 | The Beast | 비스트 | Jung-yeon |       | [ 1 ] |

### Series de televisión
| Año  | Título                                  | Papel           | Canal   | Notas                     | Ref.                 |
| ---- | --------------------------------------- | --------------- | ------- | ------------------------- | -------------------- |
| 2020 | El rey: eterno monarca                  | Kim Hee-joo     | SBS     |                           | [ 9 ] [ 10 ]         |
| 2020 | The Good Detective                      | Jung Yoo-seon   | JTBC    |                           | [ 5 ] [ 11 ]         |
| 2020 | Delayed Justice                         | Hwang Min-kyung | SBS     |                           | [ 12 ] [ 6 ]         |
| 2020 | Awaken                                  | Jo Hyun-hee     | tvN     |                           | [ 6 ] [ 13 ]         |
| 2021 | Pasillos de hospital 2                  | Kim Soo-jung    | KBS2    | Aparición especial, ep. 1 | [ 14 ]               |
| 2021 | When Flowers Bloom, I Think of the Moon | Lee Kyung-bin   | KBS2    |                           | [ 7 ] [ 15 ]         |
| 2022 | Estamos muertos                         | Kim Kyung-mi    | Netflix | Serie web                 | [ 16 ]               |
| 2023 | Echándote de menos                      | Ma-ri           | ENA     |                           | [ 17 ] [ 18 ] [ 19 ] |
| 2024 | Cautivar a un rey                       | Reina Kim       | tvN     |                           | [ 20 ]               |

## Teatro
| Año  | Título                         | Hangul                     | Papel              | Notas                                                         | Ref.          |
| ---- | ------------------------------ | -------------------------- | ------------------ | ------------------------------------------------------------- | ------------- |
| 2004 | Dalgona                        | 달고나                     | Chica de la tienda | 11-7/5-9-2004, Star Stage                                     | [ 3 ]         |
| 2005 | Charlie Brown                  | 찰리브라운                 | Lucy               | 7-4/3-7-2005, Teatro Hanyang                                  |               |
| 2007 | Mamma Mia                      |                            | Sophie             |                                                               | [ 21 ]        |
| 2008 | El gran Gatsby                 | 위대한 캣츠비              | Persú              | 27-11-2012/28-4-2013, Salón de Arte JTN                       | [ 21 ]        |
| 2010 | ¿Qué vio el chico del hotel?   | 호텔보이는 무엇을 보았나 ? | Geraldine          | 18-6/31-7 y 6-8/7-11-2010, Salón de Arte Hanseong             |               |
| 2012 | Aida                           | 아이다                     | Ai-da              | 27-11-2012/28-4-2013, Centro de Arte D Cube Link              | [ 21 ]        |
| 2013 | La luna que abraza el sol      | 해를 품은 달               | Yeon-woo           | 6-7/31-7-2013, Centro de Artes Seúl, Teatro CJ Towol          | [ 22 ]        |
| 2014 | Frankenstein                   | 프랑켄슈타인               | Catherine          | 11-3/18-5-2014, Gran Teatro del Centro de Artes Chungmu       |               |
| 2014 | Zorro                          | 조로                       | Luisa              | 27-8/26-10-2014, Gran Teatro del Centro de Artes Chungmu      | [ 23 ] [ 24 ] |
| 2014 | Príncipe Rudolph               | 황태자 루돌프              | Kim-jeon           | 11-10-2014/4-1-2015, Centro de Arte D Cube Link               | [ 25 ]        |
| 2015 | Ajedrez                        | 체스                       | Soo-mi             | 19-6/19-7-2015, Gran Teatro del Centro Sejong                 |               |
| 2015 | Cenicienta                     | 신데렐라                   | Cenicienta         | 12-9/8-11-2015, Gran Teatro del Centro de Artes Chungmu       | [ 26 ]        |
| 2015 | Frankenstein                   | 프랑켄슈타인               | Catherine          | 26-11-2015/20-3-2016, Gran Teatro del Centro de Artes Chungmu |               |
| 2016 | All Shook Up                   | 올슉업                     | Natalie            | 17-6/28-8-2016, Gran Teatro del Centro de Arte Daehakro       | [ 27 ] [ 28 ] |
| 2017 | From the Bottom                | 밑바닥에서                 | Vasilisa           | 9-3/21-5-2017, Teatro Azul de Hakjeon                         | [ 29 ]        |
| 2017 | Ben-Hur                        | 벤허                       | Esther             | 24-8/29-10-2017, Centro de Artes Chungmu                      | [ 30 ]        |
| 2017 | Geumgang, 1894                 | 금강                       | Jin-ah             | 23/26-12-2017, Centro de Artes Seongnam                       | [ 31 ] [ 32 ] |
| 2018 | Los tres mosqueteros           | 삼총사                     | Milady             | 16-3/27-5-2018, Centro de Arte KEPCO                          | [ 33 ]        |
| 2018 | Frankenstein                   | 프랑켄슈타인               | Catherine          | 20-6/26-8-2018, Shinhan                                       | [ 34 ] [ 35 ] |
| 2022 | La dedicación del sospechoso X | 용의자 X의 헌신            | Yasuko             | 26-11-2022/29-1-2023, Centro de Arte KEPCO                    | [ 2 ] [ 36 ]  |

## Premios y nominaciones
| Año  | Premios              | Categoría               | Resultado | Ref.   |
| ---- | -------------------- | ----------------------- | --------- | ------ |
| 2014 | 8.os Premios Musical | Mejor actriz revelación | Ganadora  | [ 37 ] |